# كريستيان باريديس
كريستيان باريديس (بالإسبانية: Cristhian Paredes)‏ هو لاعب كرة قدم مكسيكي في مركز الوسط، ولد في 18 مايو 1998 في باراغواي. لعب مع نادي سول دي أميريكا.

## وصلات خارجية
- كريستيان باريديس على موقع الدوري الأمريكي (الإنجليزية)
- كريستيان باريديس على موقع قاعدة بيانات كرة القدم.إي يو (الإنجليزية)
- كريستيان باريديس على موقع ناشيونال فوتبول تيمز (الإنجليزية)
- كريستيان باريديس على موقع Soccerway.com (الإنجليزية)